# Podzielnia

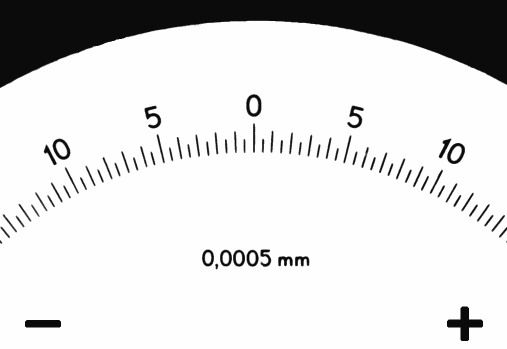
Fragment podzielni mikrokatora z podziałką kreskową o wartości działki elementarnej 0,5 μm

Podzielnia – część narzędzia pomiarowego na którą naniesiona jest skala. Podzielnia może mieć postać tarczy, listwy lub walca, na którym naniesiono wskazy podziałki kreskowej.

## Błąd paralaksy
W miernikach analogowych ze wskazówką materialną, przy odczytywaniu wskazania bardzo ważne jest, aby kierunek patrzenia obserwatora był prostopadły do podzielni. Jeśli kierunek ten nie jest prostopadły to obserwator zobaczy niewłaściwe miejsce podziałki. Za powstały w ten sposób błąd odczytu odpowiada zjawisko paralaksy. Aby uniknąć występowania takiego błędu w niektórych miernikach w szczelnie podzielni umiejscowionej wzdłuż podziałki umieszcza się lusterko. Podczas odczytywania należy uważać, aby wskazówka pokrywała się ze swoim odbiciem w lustrze.